# 潛龍諜影Ac!d
《潛龍諜影Ac!d》，是科乐美研发的一款PlayStation Portable平台的回合制卡牌角色扮演游戏。该游戏首次亮相在2004年5月举行的电子娱乐展览会 ，2004年12月16日该游戏在日本出售，2005年3月22日在北美地区出售，2005年9月1日在欧洲地区出售。该游戏是第一部在PlayStation Portable运行的合金装备系列游戏。该游戏的Java ME手机版本由Glu Mobile公司于2008年发布。
该游戏以回合制为主，玩家使用以卡牌为基础的系统来控制主角的动作。Acid代表“通过命令并使用智力来战斗”。卡牌不能收集，需要在一场游戏中购买。玩家可以通过PSP的无线点对点连接进行双人游戏。